# Rhagoletis batava
Rhagoletis batava (Havtornsfluga) är en tvåvingeart som beskrevs av Erich Martin Hering 1958. Rhagoletis batava ingår i släktet Rhagoletis och familjen borrflugor. Arten är reproducerande i Sverige. Inga underarter finns listade i Catalogue of Life.